# Parafia Niepokalanego Poczęcia Najświętszej Maryi Panny w Skotnikach
Parafia rzymskokatolicka pw. Niepokalanego Poczęcia NMP w Skotnikach – jedna z 8 parafii dekanatu przedborskiego diecezji radomskiej.

## Historia
- Skotniki w połowie XV w. były własnością Jana Wspinka. W XVI w. były prywatnym miastem Stanisława Dobrzykowskiego herbu Dołęga. Pierwotny kościół drewniany pw. Niepokalanego Poczęcia NMP, św. Wojciecha, św. Stanisława, św. Mikołaja i św. Wawrzyńca pochodził z 1528 z fundacji Mikołaja Wspinka z Będkowa. Parafia została erygowana Józefów Drugiw 1604. Kościół obecny stoi na miejscu poprzedniego, zbudowany lub gruntownie odnowiony w 1768 dzięki fundacji Antoniny z Pruszyńskich Łąckiej. Gruntownie restaurowany był w początku XX w. staraniem ks. Władysława Chrzanowskiego. Jest budowlą drewnianą i orientowaną.

## Proboszczowie
- 1940–1947 – ks. Józef Paluch
- 1948–1956 – ks. Władysław Bełczowski
- 1956–1969 – ks. Jan Gąsawski
- 1969–1977 – ks. Ludwik Skrok
- 1977–1984 – ks. Krystyn Żebracki
- 1985–1993 – ks. Józef Stylski
- 1993–1996 – ks. Zdzisław Zymiak
- 1996–2005 – ks. Tadeusz Urbańczyk
- 2005–2018 – ks. Wiesław Mazur
- 2018–nadal – ks. Piotr Popis

## Terytorium
- Do parafii należą: Faliszew, Józefów, Józefów Stary, Justynów, Ojrzeń, Reczków Nowy, Reczków Stary, Siedliska, Skotniki, Wacławów, Wólka Skotnicka[1].